# Виейра, Фабиу
Фа́биу Даниэ́л Ферре́йра Вие́йра (порт. Fábio Daniel Ferreira Vieira, португальское произношение: [ˈfaβiu viˈɐjɾɐ]; род. 30 мая 2000, Санта-Мария-да-Фейра) — португальский футболист, полузащитник клуба «Арсенал», выступающий на правах аренды за клуб «Порту».

## Клубная карьера
В сезоне 2018/19 Виейра в составе молодёжной команды «Порту» выиграл Юношескую лигу УЕФА, забив гол в финале против «Челси» 29 апреля.
24 февраля 2019 года дебютировал в составе резервной команды «Порту» в матче Лиги Про (второго дивизиона чемпионата Португалии) против «Ароки».
10 июня 2020 года дебютировал в основном составе «Порту» в матче португальской Примейра-лиги против «Маритиму», заменив Муссу Марега на 72-й минуте.
17 июня 2022 года английский клуб «Арсенал» достиг соглашения с «Порту» о переходе Виейра за 35 млн евро (и ещё 5 млн евро в виде достижимых бонусов). 21 июня 2022 года «Арсенал» объявил о подписании долгосрочного контракта с Виейра, который получил футболку с номером «21».
27 августа 2024 года Виейра вернулся в «Порту» на правах аренды на один сезон.

## Карьера в сборной
Виейра выступал за сборные Португалии до 18, до 19, до 20 и до 21 года. В составе сборной Португалии до 19 лет занял второе место на чемпионате Европы в Армении, а также был включён в символическую «команду турнира».

## Достижения
«Порту»
- Чемпион Португалии (2): 2019/20, 2021/22
- Победитель Юношеской лиги УЕФА: 2018/19[2]

«Арсенал» Лондон
- Обладатель Суперкубка Англии: 2023